# جردن چپل
جردن چپل (انگلیسی: Jordan Chapell; ۸ سپتامبر ۱۹۹۱ – ) بازیکن فوتبال اهل بریتانیا بود.
از باشگاه‌هایی که در آن بازی کرده‌است می‌توان به باشگاه فوتبال برتون آلبیون، باشگاه فوتبال چستر، باشگاه فوتبال تورکی یونایتد، باشگاه فوتبال شفیلد یونایتد، و باشگاه فوتبال گریمزبی تاون اشاره کرد.